# Камерон Дијаз
Камерон Мишел Дијаз (енгл. Cameron Michelle Díaz; Сан Дијего, 30. август 1972) америчка је глумица. Постала је секс-симбол и једна од најпрофитабилнијих глумица у Холивуду.

## Биографија
Рођена у Сан Дијегу (Калифорнија, САД), од оца Емилија Дијаза и мајке Били Ерли. Отац јој је био пореклом са Кубе, док мајка има енглеско, немачко и индијанско порекло.
Са 16 година почиње да ради као модел у Elle modelling agency, а након завршетка Long Beach Polytechnic High School, сели се у Јапан. Након неког времена се враћа у САД и још неколико година ради као модел широм света за велике модне компаније.
Њезина филмска каријера почиње са улогом у филму Маска са глумцем Џимом Керијем. Иако није имала претходног искуства са глумом, за тај филм је унајмљена као главна глумица. Након тога уписује се на часове глуме и игра у неколико нискобуџетних филмова као што су: The Last Supper (1995), Feeling Minnesota (1996), и She's The One (1996). На велика филмска врата се враћа са филмом My Best Friend's Wedding, 1997. године у коме је играла заједно са Џулијом Робертс. Годину дана касније снима велики филмски хит Има нешто у вези Мери, са којим осигурава статус велике филмске звезде. Касније игра у филму Бити Џон Малкович, за кога је номинована за Златни глобус, награду БАФТА и САГ, као најбоља споредна глумица. После тога игра у филмовима као што су: Чарлијеви анђели (2000), Шрек (2001), Vanilla Sky (2001), Банде Њујорка (2002), Чарлијеви анђели 2: Гас до даске (2003), Шрек 2 (2004), Шрек 3 (2007) и Шрек срећан заувек (2010).

## Награде
- Номинована Златним глобусом као најбоља споредна глумица у филму Бити Џон Малкович, 1999. године
- Номинована БАФТА као најбоља споредна глумица у филму Бити Џон Малкович, 1999. године
- Номинована САГ као најбоља споредна глумица у филму Бити Џон Малкович, 1999. године

## Филмографија
| Улоге Камарон Дијаз |                                  |                                        |                                                |          |
| Година              | Српски назив                     | Изворни назив                          | Улога                                          | Напомена |
| 1994.               | Маска                            |                                        | Тина Карлајл (Tina Carlyle)                    |          |
| 1995.               |                                  |                                        | Џуд (Jude)                                     |          |
| 1996.               | Она је та                        |                                        | Хедер (Heather)                                |          |
| 1996.               |                                  |                                        | Фреди Клајтон (Freddie Clayton)                |          |
| 1996.               |                                  |                                        | Натали (Nathalie)                              |          |
| 1997.               |                                  |                                        | Труди (Trudy)                                  |          |
| 1997.               | Венчање мог најбољег друга       |                                        | Кимберли Волас (Kimberly Wallace)              |          |
| 1997.               |                                  |                                        | Селин Навил (Celine Naville)                   |          |
| 1998.               | Параноја у Лас Вегасу            |                                        | Плавокоса новинарка (Blonde TV Reporter)       |          |
| 1998.               | Има нешто у вези Мери            |                                        | Мери Џенсен (Mary Jensen)                      |          |
| 1998.               | Лоше да лошије не може бити      |                                        | Лаура Гарети (Laura Garrety)                   |          |
| 1999.               | Бити Џон Малкович                |                                        | Лот Шварц (Lotte Schwartz)                     |          |
| 1999.               | Свака божја недеља               |                                        | Кристина Пањачи (Christina Pagniacci)          |          |
| 2000.               |                                  |                                        | Карол Фабер (Carol Faber)                      |          |
| 2000.               | Чарлијеви анђели                 |                                        | Натали Кук (Natalie Cook)                      |          |
| 2001.               |                                  |                                        | Фејт (Faith)                                   |          |
| 2001.               | Шрек                             |                                        | Принцеза Фиона (глас) (Princess Fiona (voice)) |          |
| 2001.               | Небо боје ваниле                 |                                        | Џулијана Џули Гиани (Julianna 'Julie' Gianni)  |          |
| 2002.               |                                  |                                        | Кристина Валтерс (Christina Walters)           |          |
| 2002.               |                                  |                                        | Девојката (The Girl)                           |          |
| 2002.               | Сувишни извештај                 |                                        | Жена у метро (Woman on Metro)                  |          |
| 2002.               | Банде Њујорка                    |                                        | Џени Евердијн (Jenny Everdeane)                |          |
| 2003.               |                                  |                                        | Принцеза Фиона (глас) (Princess Fiona (voice)) |          |
| 2003.               | Чарлијеви анђели 2: Гас до даске |                                        | Натали Кук (Natalie Cook)                      |          |
| 2004.               | Шрек 2                           |                                        | Принцеза Фиона (глас) (Princess Fiona (voice)) |          |
| 2005.               |                                  |                                        | Маги Фелер (Maggie Feller)                     |          |
| 2006.               | Љубав и празници                 |                                        | Аманда Вуд (Amanda Wood)                       |          |
| 2007.               | Шрек 3                           |                                        | Принцеза Фиона (глас) (Princess Fiona (voice)) |          |
| 2007.               |                                  |                                        | Принцеза Фиона (глас) (Princess Fiona (voice)) |          |
| 2008.               |                                  | Џој Макнели-Фулер (Joy McNally-Fuller) |                                                |          |
| 2009.               |                                  |                                        | Сара Фиђералд (Sara Fitzgerald)                |          |
| 2009.               |                                  |                                        | Норма Левис (Norma Lewis)                      |          |
| 2010.               | Шрек срећан заувек               |                                        | Принцеза Фиона (глас) (Princess Fiona (voice)) |          |
| 2010.               | Невине лажи                      |                                        | Џун Хејвенс (June Havens)                      |          |
| 2011.               | Зелени стршљен                   |                                        | Ленор Кејс (Lenore Case)                       |          |
| 2011.               | Лоша учитељица                   |                                        | Елизабет Холси (Elizabeth Halsey)              |          |
| 2014.               | Освета на женски начин           |                                        | Карли Витен (Carly Whitten)                    |          |
| 2014.               | Секси снимак                     |                                        | Ени Харгроув (Annie Hargrove)                  |          |
| 2025.               | Опет у акцији                    |                                        | Емили (Emily)                                  |          |
| 2027.               | Шрек 5                           |                                        | Принцеза Фиона (глас) (Princess Fiona (voice)) |          |

### Познати глумци са којима је сарађивала
- Џим Кери (Маска)
- Бен Стилер (There's Something About Mary)
- Џулија Робертс (My Best Friend's Wedding)
- Луси Лу (Чарлијеви анђели, Charlie's Angels: Full Throttle)
- Дру Баримор (Чарлијеви анђели, Charlie's Angels: Full Throttle)
- Том Круз (Vanilla Sky)
- Леонардо Дикаприо (Банде Њујорка)
- Деми Мур (Charlie's Angels: Full Throttle)